# Petr Batěk
Petr Batěk (* 27. května 1972 Plzeň) je český herec, moderátor, hudebník a básník.

## Životopis
Od patnácti let se věnuje hudbě, na bicí hrál v několika hudebních skupinách (Hind Window, The End of Colours, The Doors revival, Tudor, Fatamorgana, Petr Kalandra memory band).
Od roku 1994 působil v Plzni v několika ochotnických souborech. V roce 1999 pracoval jako redaktor zpravodajství v Českém rozhlasu Plzeň. V období 2000–2008 působil v Městském divadle v Mostě. V letech 2008 až 2013 byl členem hereckého souboru Západočeského divadla v Chebu. Je stálým hostem Divadla Na Fidlovačce. Spolupracoval také s Divadlem na Vinohradech, Divadlem v Mladé Boleslavi a divadlem Alfa v Plzni.
Od roku 2016 hostuje v Národním divadle v inscenaci Malý princ.
V roce 2019 vydal knihu básní s názvem Mezi svými rýmy, knihu ilustrovala Michaela Žemličková.

## Divadelní role, výběr
- 2016 Malý princ, Pilot, Spadl z nebe, Nová scéna, režie Vladimír Morávek

## Filmografie, výběr
2019 Čechovi (seriál)
2012
- Gympl s (r)učením omezeným (seriál)
- Zejtra napořád

2010
- Cesty domů (seriál)

2009
- Vyprávěj (seriál)

2008
- Kriminálka Anděl (seriál)